# Stecca (album)
Stecca è il primo album in studio del rapper italiano Moreno, pubblicato il 14 maggio 2013 dalla Tempi Duri Records.

## Descrizione
Alcuni brani presenti nell'album tra i quali Che confusione, La novità, Non mi cambieranno mai, Sapore d'estate, La distanza, Attento sono stati presentati durante il serale di Amici di Maria De Filippi, nel quale Moreno è riuscito ad arrivare alla vittoria. All'interno del disco sono presenti brani scritti dallo stesso Moreno e altri assieme a Fabri Fibra e vede la produzione di Medeline (team francese già al lavoro con Fabri Fibra e Marracash), Takagi Beatz e infine Shablo; all'interno del disco è presente anche una canzone realizzata con la partecipazione di Clementino, intitolata Qualcosa da dire.
Il 3 giugno 2013 è stato pubblicato il primo singolo estratto dall'album, intitolato Che confusione.

## Tracce
1. La novità – 4:31 (testo: Moreno Donadoni, Fabrizio Tarducci – musica: Rèmi Alain Tobbal, Guillaume Louis Paul Silvestri)
2. Sapore d'estate – 3:10 (testo: Moreno Donadoni, Fabrizio Tarducci – musica: Guillaume Louis Paul Silvestri, Remi Alain Tobbal, Marco Zangirolami)
3. Piccole cose – 3:59 (testo: Moreno Donadoni, Fabrizio Tarducci – musica: Guillaume Louis Paul Silvestri, Remi Alain Tobbal)
4. Freestyle I (Skit) – 1:12 (testo: Moreno Donadoni – musica: Alessandro Merli)
5. Che confusione – 3:20 (testo: Moreno Donadoni, Fabrizio Tarducci, Daniele Pace, Enzo Ghinazzi – musica: Dario Farina, Fabrizio Tarducci, Pablo Miguel Lombroni Capalbo)
6. Attento – 4:11 (testo: Moreno Donadoni, Fabrizio Tarducci – musica: Rèmi Alain Tobbal, Guillaume Louis Paul Silvestri)
7. La distanza – 3:50 (testo: Moreno Donadoni, Fabrizio Tarducci – musica: Rèmi Alain Tobbal, Guillaume Louis Paul Silvestri)
8. Freestyle II (Skit) – 2:00 (testo: Moreno Donadoni – musica: Alessandro Merli)
9. Qualcosa da dire (feat. Clementino) – 3:08 (testo: Moreno Donadoni, Clemente Maccaro – musica: Alessandro Merli)
10. Sempre vero – 3:24 (testo: Moreno Donadoni – musica: Alessandro Merli)
11. Non mi cambieranno mai – 3:45 (testo: Moreno Donadoni, Enrico Ruggeri, Cosimo Fini – musica: Alessandro Merli, Luigi Schiavone) – presente nell'edizione in CD

## Successo commerciale
L'album è entrato direttamente alla prima posizione della classifica italiana degli album, per poi scendere alla seconda posizione nella settimana successiva, salvo ritornare di nuovo in prima posizione nella terza settimana, mantenendola per altre sei settimane consecutive. Nella terza settimana di rilevamento, Stecca è stato certificato disco d'oro per le oltre 30 000 copie vendute e nella settimana successiva viene certificato disco di platino per le oltre 60 000 copie vendute. Il 19 luglio 2013 il disco è stato certificato doppio disco di platino per le oltre 120 000 copie vendute.
Il disco ha debuttato alla 41ª posizione nella Top 100 Albums della classifica svizzera.

## Classifiche
| Classifica (2013) | Posizione massima |
| ----------------- | ----------------- |
| Italia            | 1                 |
| Svizzera          | 41                |